# Мюльберг, Фридрих
Фридрих Мюльберг (19 апреля 1840 года, Арау, Швейцария — 25 мая 1915 года, Арау, Швейцария) — швейцарский геолог и ботаник.

## Биография
Родился в Арау, там же пошёл в школу. В Швейцарской высшей технической школе Цюриха изучал ботанику, геологию и химию. В 1861 получил диплом по последней. Работал учителем, в том числе в Арау, где его учеником был Альберт Эйнштейн.
В 1886 году женился. Нанёс на карту восточную часть гор Юра и внёс вклад в их изучение. Занимался и гидрогеологией, и геологией четвертичного периода. Мюльберг был сторонником охраны природы.
Его сын Макс стал геологом, а дочь Лили — врачом.
Мюленбергелла была названа в его честь.